# Il fabbricante di specchi
Il fabbricante di specchi. Racconti e saggi è una scelta di saggi e racconti di Primo Levi, uscita postuma come supplemento a "La Stampa" il 30 aprile 1997, con una prefazione di Lorenzo Mondo e le illustrazioni di Emanuele Luzzati. Sono articoli pubblicati a suo tempo sullo stesso giornale.

## Edizioni
- Il fabbricante di specchi. Racconti e saggi, Torino: La Stampa ("Documenti e testimonianze" n. 4), 1997 ISBN 88-7783-109-X ISBN 9788877831095